# Mesosa medioalbofaciata
Mesosa medioalbofaciata är en skalbaggsart som beskrevs av Stefan von Breuning 1969. Mesosa medioalbofaciata ingår i släktet Mesosa och familjen långhorningar.
Artens utbredningsområde är Taiwan. Inga underarter finns listade i Catalogue of Life.